# Armées blanches
Pour les articles homonymes, voir Armée russe.
 (novembre 2017 / 06 juin 2019).
Les noms d'Armées blanches, Armée blanche (en russe : Бѣлая Армiя/Белая Армия, Belaïa Armia), Mouvement blanc (Бѣлое движенiе/Белое движение, Beloïe dvijenie) ou, tout simplement Blancs (Бѣлые/Белые, Belye), désignent les armées russes, formées après la révolution d'Octobre 1917, luttant contre le nouveau pouvoir soviétique. Pendant la guerre civile russe, de 1917 à 1922, elles combattirent l'Armée rouge.
L’expression « armées blanches » aurait été une convention permettant d'une part « d’unir au moins formellement les différentes variétés d’adversaires du bolchevisme »,, et d'autre part de désigner « essentiellement les quatre armées les plus importantes qui ont combattu les bolcheviks », à savoir :
- au sud : l’Armée des volontaires (décembre 1918-février 1920), rebaptisée Forces armées du Sud de la Russie entre février et novembre 1920 ;
- à l’est : l’armée de l’amiral A. Koltchak (octobre 1918-janvier 1920)
- au nord : les armées des généraux N. Ioudénitch et I. Miller.
- à Vladivostok : l'armée du général Mikhail Dieterichs et le dernier gouvernement blanc, qui seront les derniers à tomber, en octobre 1922.
- le général Anatoli Pepeliaïev sera le dernier blanc à se rendre, le 19 juin 1923, à Aïan.

L'historien français Jean-Jacques Marie insiste longuement sur ce qui sépare les différents combattants regroupés au sein de cette « coalition souvent vacillante, voire déchirée de conflits violents », « aux alliances si fragiles et temporaires » et aux divergences profondes et aux objectifs politiques opposés (restauration, république, assemblée constituante de novembre 1917, nouvelle assemblée constituante, etc.), souvent évasifs pour ce qui est des monarchistes.

## Origines du nom
L'origine du nom est peu claire et fortement contestée : ce serait les Rouges (les communistes) qui leur aurait attribué ce nom en raison de la guerre civile finlandaise, alors province russe, de la révolution russe de 1905, ou encore de la bande blanche du drapeau tricolore tsariste, d'une organisation secrète d'officiers contre-révolutionnaires créée à Petrograd à la mi-octobre 1917 par Mikhail Alekseïev ou de la décision prise par Lavr Kornilov d'imposer une bande ou une cocarde blanche sur la casquette des officiers.
L'origine du nom se trouverait plus simplement dans la Révolution française, durant laquelle les armées royalistes étaient surnommées « Armées blanches »[réf. nécessaire].
Selon Dominique Venner, les armées blanches sont les combattants issus de tous les partis et groupement politiques opposés au pouvoir bolchevik, de l’extrême droite aux socialistes-révolutionnaires, à l’exclusion des anarchistes. Jean-Jacques Marie tend à exclure des armées blanches les insurrections paysannes (qualifiées de « gardes blancs » dans les rapports des commandants rouges), ces dernières s’opposant à celles-ci lorsqu’elles pénètrent sur leurs territoires, ainsi que les socialistes-révolutionnaires de gauche et les nationalistes ukrainiens de Symon Petlioura. Par ailleurs, nombreux sont les cas individuels d’hésitation et de passage d’un camp à un autre en passant par les camps intermédiaires (les armées vertes, par exemple, ou les gouvernements antibolchéviques éphémères, qui se sont constitués ici et là en Russie durant cette période de chaos et de désintégration des structures civiles, sociales et militaires tsaristes).

## Objectifs
Les contradictions au sein de la coalition formée par les armées blanches rendent complexe, si ce n’est impossible, la définition de buts politiques clairs. « Le corps des officiers qui encadrent les armées blanches est massivement monarchiste, voire ultramonarchiste ». Parmi les officiers supérieurs, Lavr Kornilov était républicain alors qu'Anton Dénikine, Piotr Nikolaïevitch Wrangel et Alexandre Koltchak s’affirment publiquement apolitiques. « A. Dénikine, P. Wrangel, A. Koltchak et bien d'autres sont incontestablement monarchistes ». Concernant l’assemblée constituante, les mêmes laissent dans l’ombre la nature de cette assemblée car les généraux blancs ne veulent pas s’aliéner les couches qui ont élu l’Assemblée constituante de 1917. Ils ne veulent pas de cette Assemblée et « pensent, eux, à une Assemblée lointaine éventuellement élue après la fin de la guerre civile et à laquelle ils renvoient toutes les questions brûlantes dont l’indépendance de la Finlande, des Pays baltes, la solution définitive de la question agraire et la nature même du régime de la Russie de demain ». En revanche, la souveraineté de l’Assemblée constituante de 1917 est le mot d’ordre central des socialistes-révolutionnaires de droite. Finalement, le seul but commun est de renverser le pouvoir soviétique.

## Théâtre des opérations
- Frontières de 1921.
- Zone sous le contrôle bolchevique en novembre 1918.
- Avance maximale des armées blanches.

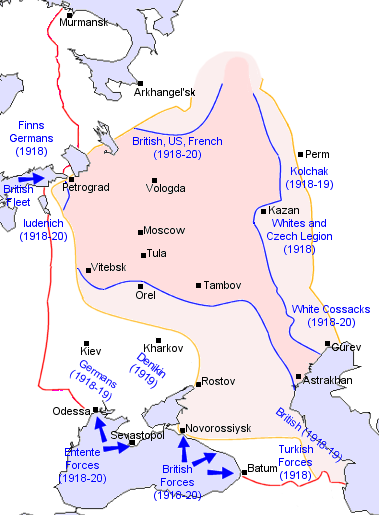

Dès août 1917, un premier regroupement, se forme autour du général Alekseïev, rejoint en décembre par le général Kornilov, dans la région du Don, au sud de la Russie. Avec l’aide des alliés de la Triple-Entente, des armées blanches se créent en 1918 dans les régions périphériques de l’ancien Empire russe. Placées un moment sous le commandement de l’amiral Koltchak, elles convergent vers Moscou. Pendant la première moitié de l’année 1919, elles progressent rapidement et, durant l’été, le gouvernement soviétique ne contrôle plus qu’une portion de territoire correspondant à l’ancienne Moscovie.
Dans le sud, outre l’Armée des volontaires commandée par le général Dénikine, il y avait celle des cosaques dirigée par les atamans Kalédine et Bogaïevski.
À l’est, toute la Sibérie et la région de l’Oural étaient sous le contrôle des armées de l’amiral Koltchak. Les troupes plus ou moins autonomes de différents atamans opéraient en Asie centrale et à la frontière avec la Chine et la Mongolie.
Dans le nord-ouest, l’armée de Ioudénitch avançait vers Petrograd. En Lettonie l’armée de Bermondt-Avalov luttait de façon autonome contre les bolchéviques et les indépendantistes.
Le nord était tenu par l’armée du général Ievgueni Miller, dont la base d’opérations était à Arkhangelsk.

### Intervention alliée
Les armées blanches ont reçu l’aide occasionnelle de forces de l’extérieur de la Russie : du Japon, du Royaume-Uni, du Canada, de la France, des États-Unis, de l’Allemagne, de l’Australie, de la Grèce, de la Tchécoslovaquie, de la Pologne (guerre polono-soviétique), ainsi que de la Belgique[réf. nécessaire]. Cette aide extérieure s’est notamment traduite par l’opération Arkhangelsk, où les alliés, sous l’impulsion des États-Unis, débarquent des troupes dans la région d’Arkhangelsk à la fin de 1917. La France, pour sa part, enverra deux escadrons de cavalerie de légion étrangère formées, en grande partie, par les premiers russes partisans blancs réfugiés en France. La France et l’Angleterre interviennent aussi en mer Noire en 1918-1919 au profit de l’armée de Dénikine, mais sans grand succès.

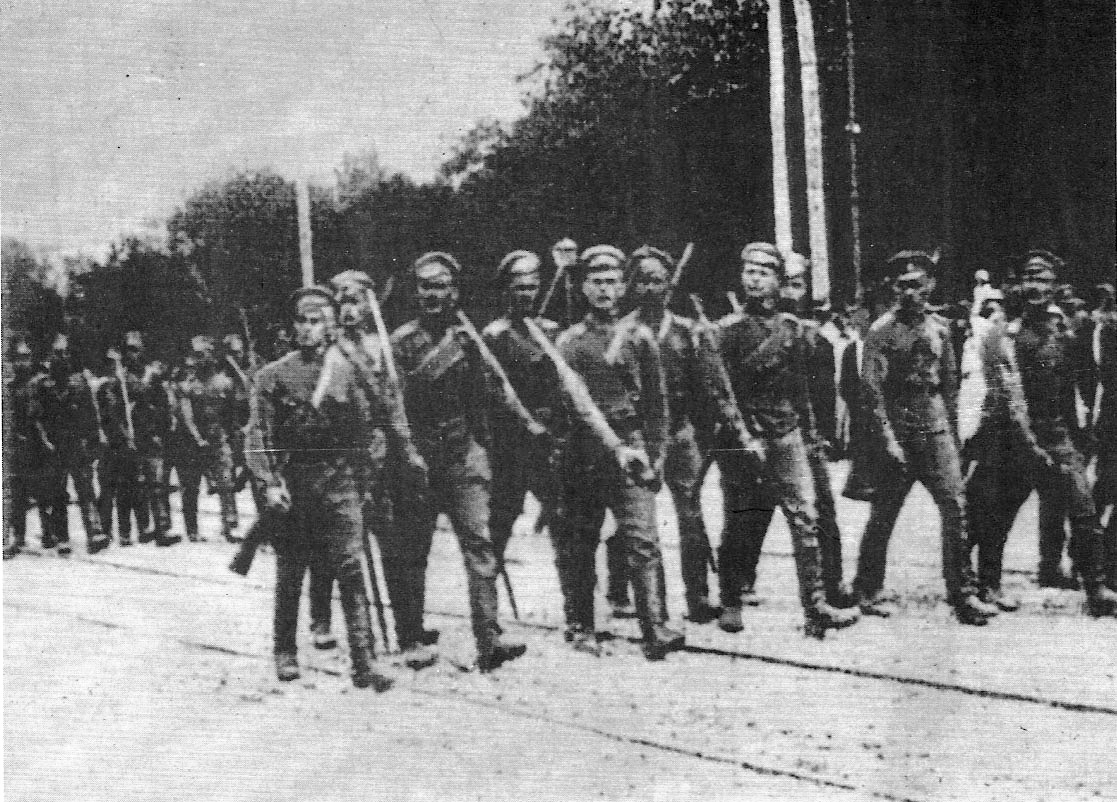
Soldats des armées blanches à Kiev, 1919.

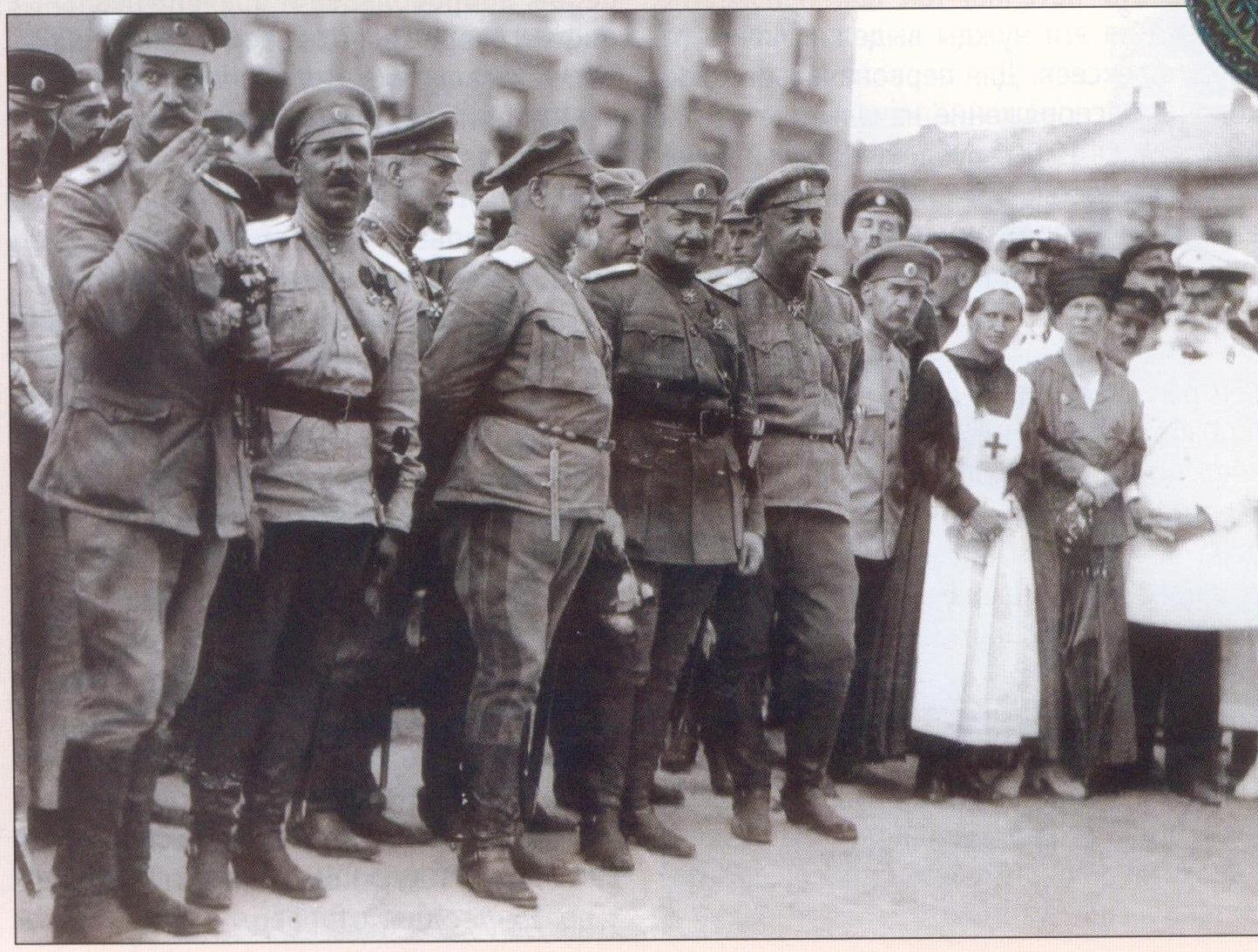
Soldats des armées blanches à Kharkov, 1919.

### Recul
Dès la fin de 1919, la situation militaire est modifiée au profit de l’Armée rouge et les fronts tenus par les armées blanches sont pratiquement disloqués. Cependant, Wrangel mène un retour offensif en Crimée en 1920 (le gouvernement français reconnut officiellement en 1920 le gouvernement Wrangel, sans lui apporter d'aide réelle) et un mouvement armé persiste dans la région de Vladivostok jusqu’en 1922. En août 1922, deux mois avant sa défaite, le commandant de l’armée blanche d’Extrême-Orient Mikhail Dieterichs a convoqué un Zemski sobor dans la région de l’Amour à Vladivostok et a élu (sans sa participation) le grand-duc Nikolaï Nikolaïevitch Romanov comme tsar de toute la Russie. Mais les troupes blanches doivent abandonner le combat et sont dispersées. Les survivants s’embarquent sur les navires alliés ou se réfugient dans les pays limitrophes de l’URSS.

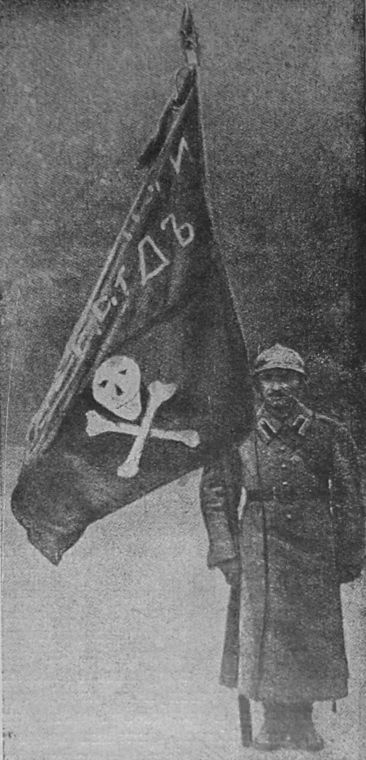
Le drapeau à tête de mort du régiment de Kornilov.

## Les raisons de la défaite
Jean-Jacques Marie considère qu'une des clés de l'échec des Blancs réside dans le fait que « depuis le début de la guerre civile ils ont lié leur action au soutien politique, financier et militaire de puissances étrangères ». Jean-Jacques Marie analyse et commente longuement les différentes raisons avancées, tant par les blancs que par les rouges, au nombre d'une vingtaine, pour expliquer cet échec. Les raisons de l’échec des armées blanches sont d’ordre politique et militaire. L’Armée rouge a bénéficié d’une supériorité numérique et d’un commandement uni et de meilleure qualité. De leur côté, les armées blanches ont souffert de défaillances dans leur commandement et n’ont pas réussi à s’unir ou à coopérer efficacement entre elles. Au-delà de cet aspect, l’absence d’un programme politique et social qui aurait pu rallier les populations à la cause de la contre-révolution a été déterminant. Les mesures impopulaires, telles que la mobilisation dans les régions occupées et la restitution des grands domaines à leurs propriétaires, ont éloigné des blancs la masse des paysans qui espéraient enfin accéder à la propriété de la terre.

## Après la guerre civile
Dans les années 1920 et 1930, plusieurs organisations blanches se sont formées à l'extérieur de la Russie avec l'intention de renverser le gouvernement soviétique à travers la guérilla. Des corps de cadets russes ont été créés dans plusieurs pays en vue de préparer la prochaine génération à la « campagne de printemps » (un terme inventé par des émigrés blancs, signifiant le renouvellement espéré de leur campagne contre les bolcheviks). Un nombre important de ces recrues se sont portées volontaires pour le service dans l'armée russe pendant la Seconde Guerre mondiale.
Alors que de nombreux Russes blancs ont souhaité participer à l'Armée de libération de la Russie, à l'inverse, d'autres émigrés russes blancs comme Dénikine ont soutenu l'Armée rouge et l'Union soviétique contre l'Allemagne nazie, par patriotisme.

### Sources
- Pierre Kovalewsky, « Armées blanches », Encyclopædia Universalis
- Jean-Jacques Marie, La guerre des russes blancs 1917-1920 : L’échec d’un restauration inavouée (histoire), Paris, Éditions Tallandier, 2 mars 2017, 523 p., broché (ISBN 9791021022805, présentation en ligne).